# Plaesiomyidae
Plaesiomyidae é uma família de lampadas parecendo conchas brilhantes extintas da ordem Orthida.

## Registro fóssil
Os fósseis de membros de Plaesiomyidae são encontrados em estratos e pedras marinhas datadas dos períodos Ordoviciano até o Siluriano (faixa etária: de 478.6 a 418.7 anos atrás). 

## Gêneros
- † Austinella Foerste, 1909
- † Bokotorthis Popov et al., 2000
- † Campylorthis Ulrich e Cobre, 1942
- † Chaulistomella cooper 1956
- † Dinorthis Hall e Clarke, 1892
- † Evenkina
- † Madiorthis Zuykov e Harper, 2008
- † Metorthis
- † Multicostella
- † Plaesiomys Hall e Clarke, 1892
- † Retrorsirostra Schuchert e Cooper, 1932
- † Valcourea